# 島井咲緒里
島井 咲緒里（しまい さおり、1980年5月15日 - ）は、日本女子プロ将棋協会（LPSA）所属の女流棋士。高知県南国市出身。土佐高校卒業。森雞二九段門下。LPSA番号13。以前は日本将棋連盟に所属し、当時の女流棋士番号は旧39。

## 略歴
- 6歳で将棋を覚える。
- 1991年、第8回小学生ジュニア選手権の四国代表。
- 1995年、第16回中学生選抜将棋選手権の高知代表。
- 1995年4月、中学3年の春に女流育成会に入会。
- 1996年4月、育成会を2期で抜け、女流2級となる。
- 1998年から6年にわたって近代将棋に「女流棋士の1週間」というエッセイを執筆。
- 2006年度前期のNHK将棋講座で谷川浩司のアシスタントを担当。
- 2007年、日本女子プロ将棋協会の旗揚げに参加。
- 2011年4月公開の映画『劇場版 神聖かまってちゃん ロックンロールは鳴り止まないっ』（入江悠監督）において演技指導と図面・棋譜作成を担当し、対局シーンに自身も出演[1]。
- 2014年2月、LPSAの理事に就任。
- 2018年2月、LPSAの業務執行理事に就任[2]。

## 人物
- LPSAを代表する人気女流棋士の一人[注 1]。
- 棋士仲間などからは「島井姫」「ペコ姫」と呼ばれている。「ペコ」とは、漫画「ピンポン」の主人公ペコにちなんで、自ら名づけたものである[5]。
- 1dayトーナメント創設以来第10回開催までの間に優勝4回・準優勝1回の好成績をあげていたことから「（元祖）1dayクイーン」と呼ばれることもある。
- 得意戦法は四間飛車穴熊で、実際多くの場合この戦型を採用している。
- LPSAではファンクラブ「Minerva」（ミネルヴァ）[注 2]を神田真由美とともに担当。2007年8月からは、協会所属のアシスタント・インストラクター「AILS」（アイリス）も中倉彰子とともに担当。
- パーソナルカラーは青。水色や寒色系の服を着ることが多い[6]。
- 趣味は音楽鑑賞。LPSA のカフェイベントで音楽を担当したこともある[7]。
- 2011年4月、友人のイベントに将棋を盛り込んでもらい、音楽と将棋の実験的なコラボイベントを企画・プロデュース。自らも DJ を務めるなどした[8] 2012年の5月と9月には、“気軽に将棋に触れてもらう”コンセプトの将棋&DJイベント「和nagomi ～Shogi Lounge with Music～広がる。音と将棋 の、輪。」を自ら主催し、同名タイトルで現在でも定期的にDJイベントを開催している[9][10][11][12]。
- 2012年10月開催のトークイベント「勝負師の彼女じゃ…イヤですか?」（出演：万波奈穂、中倉宏美、島井咲緒里、涼崎いづみ）を企画した[13][14][15]。
- 元夫は将棋棋士の横山泰明。将棋棋士でYouTube配信もしている伊藤真吾の「イトシンTV」に島井がゲスト出演した際、婚姻届と離婚届の両方で伊藤が保証人になったことを明かしている[16]。横山の順位戦B級1組昇級時には、島井もお祝いの席に駆け付けていた[17]。
- 同じ高知県出身で妹弟子の堀彩乃も2016年度にLPSA所属の女流棋士となった。
- 麻雀を趣味とし、囲碁・将棋棋士各8名が出場した、2023年の第4回囲碁・将棋チャンネル杯麻雀王決定戦では優勝した[18]。

## エピソード
- 6歳の時、三つ上の兄と祖父の仲間に入りたくて恐る恐る将棋の駒に手を伸ばす（本人談）。兄と共に将棋好きの祖父から手ほどきを受け、母の勧めもあり、すぐに近所の将棋クラブへ通うようになる。「何でも10年続ければ何かを得る」という考えを持つ母のもと、友達と遊びたいとだだをこねて泣きながら通わされたこともあったが、後年、「母のその想いがあったからこそ今の私がある、と感謝の気持ちでいっぱいです。」と語っている[19][20]。
- 中学2年の時そのまま将棋を続けるべきか悩み、最後のつもりで、ある全国大会に臨んだ。そこでのちの親友岩根忍と出会い、島井の対局を見ていた岩根の「強いのにもったいないことをしたらあかん」という一言によって気持ちが変わる。本人曰く「腹をくくりました」。その後育成会入りの話があり、「1年で駄目だったらすっぱりあきらめよう[注 3]」という覚悟で東京へ乗り込んだ（本人談）[19]。
- NHK将棋講座の「将棋ワンポイントクリニック」コーナーに看護師の扮装で登場。視聴者を驚かせた（谷川も医師の扮装であった）。この演出について島井は「自分でやりたいです的なことも言った」と中倉姉妹のインターネットラジオ番組「Positive de Go!」で語っている[21]。他に、子供将棋スクールその他でミニスカサンタの扮装も披露している。
- 第2回1dayトーナメントにおいてリラックマを抱きながら対局した[22]。「Positive de Go!」にゲスト出演[21] の際、マイブームとしてリラックマを挙げ、キーホルダー、ノート、携帯ストラップ等のグッズを携行していることが紹介された。かつてはカエルグッズを段ボール箱一杯に集めたこともあった[23][出典無効]。
- 2007年のファンクラブクリスマスイベントに、席上対局の棋譜の符号を利用したビンゴゲームを企画。前日に夜遅くまで一人で符号のスタンプをひたすら押し続け、120枚の符号だけのビンゴカードを作成した。計算上、2,880回スタンプを押したことになる（1枚につき24回）[24]。

## 昇段履歴
- 1995年04月01日 - 女流育成会入会
- 1996年04月01日 - 女流2級
- 2001年04月01日 - 女流1級（女流王位リーグ入り）[25][26]
- 2003年04月01日 - 女流初段（年間13局指し分け以上／2002年度 12勝7敗）[27][28]
- 2012年01月16日 - 女流二段（勝敗規定／女流初段昇段後60勝）[29]

## 主な成績
- 女流名人位戦

A級在位：2003年度、2005年度、2007年度。
- 1dayトーナメント

優勝：第4回・第5回（2007年）、第8回・第10回（2008年）、第34回（2010年）、第44回（2011年）。

### 年度別成績
女流公式棋戦
- 2024年度
  - 年度成績 16局 4勝12敗（勝率0.2500）[30]
  - 通算成績 428局 163勝265敗（勝率0.3808）〈2025年3月31日対局分まで〉[31]